# Nausea da Punk
Nausea da Punk è il primo disco ufficiale del gruppo punk italiano Blak Vomit, registrato presso i WS RECORDING STUDIOS e pubblicato su 33 giri nel 1993.

## Tracce
I due brani Sexy your Dancing e We are the Blak Vomit sono tratte dal demo del 1992.
1. Valà Rambambì
2. Fuga
3. Punk rock'n roll
4. Nervi
5. Sexy your Dancing
6. AIDS
7. Sadiche manie
8. Tromb
9. Sarà
10. We are the Blak Vomit

## Formazione
- Jena - voce
- Fil - punk bass
- Tromb - drums
- Luka - guitar